# Martial (auteur)
Pour les articles homonymes, voir Martial.
Martial Durand, dit Martial (né le 19 février 1925 à La Roche-sur-Yon et décédé le 28 décembre 2013 à Avon), est un auteur de bandes dessinées français. Bien que peu connu du grand public, il a traversé l'histoire de la bande dessinée franco-belge des années 1950 à 1990. Il a côtoyé et collaboré notamment avec R. Goscinny, A. Uderzo, Marijac et J.-M. Charlier, et participé aux journaux de bandes dessinées Spirou et Pilote. Parmi ses séries notables, on trouve Sylvie (Bonnes Soirées), Tony Laflamme et La Famille Bottafoin (Pilote).

## Biographie

### Une enfance dans l'entre-deux guerres au contact des bandes dessinées
Martial Durand naît le 19 février 1925 à La Roche-sur-Yon. Ses parents sont alors tenanciers d'un café dans la même ville. Puis la famille déménage à La Rochelle, pour devenir mareyeurs. En 1934, elle part s'installer à Paris alors que Martial a 9 ans. Au cours de cette enfance ponctuée de déménagements, Martial est accompagné par les illustrés de l'époque : Hurrah !, L'Aventureux, Hop-Là !, Le Journal de Mickey, Junior ou Robinson, des lectures qui façonnent son imaginaire graphique. Ces revues ont le point commun d’être des revues à public et caractère enfantin, comprenant des histoires courtes, à suivre sous la forme de récits littéraires, mais surtout sous la forme de bandes dessinées destinés aux enfants, incluant des jeux.

### Sous l'Occupation: formation à l'artisanat d'art
En 1940 dans le contexte de l'Occupation, le père de Martial devient transporteur de fruits. De son côté, Martial entre à l'école des Arts Appliqués à l'Industrie en 1941. Alors qu'il se destinait à l'ameublement, il est finalement dirigé vers l’orfèvrerie, où il apprend la ciseline et la détreinte, c’est-à-dire la modélisation d’une plaque de cuivre qui prend la forme d’un vase, pendant deux ans.

### Réorientation vers le dessin humoristique à laLibération
Un accident de la route en 1943 envoie Martial pour un long séjour à l'hôpital. Durant les dix mois qu'il passe immobilisé dans son lit, Martial se met à dessiner pour passer le temps. Il développe en autodidacte ses premiers gags. À la Libération, pour gagner sa vie, il exploite son nouveau talent proposant des dessins humoristiques à la presse. Il est publié dans Ici Paris (journal résistant durant la Seconde Guerre Mondiale avec des dessins axés sur l’humour, voire la caricature), Samedi Soir, La Presse, La France au Combat, Le Hérisson, Marius.

### Débuts dans la bande dessinée: des motivations alimentaires
Après la guerre, les temps sont durs et Martial doit diversifier ses activités pour réussir à gagner sa vie. De 1947 à 1948, il peint des miniatures en série pour arrondir ses fins de mois. Il décide également de passer du dessin d'humour à la bande dessinée pour la jeunesse, qui a l'avantage d'être « à suivre » et donc de lui assurer des revenus plus réguliers que les dessins humoristiques pour adultes.
En 1946, Jeunes Gars, un bimensuel pour les jeunes apprentis d'usines diffusé par la J.O.C. (Jeunesse Ouvrière Chrétienne) diffuse sa première bande dessinée, Dynamitt le sensible de l'occiput. En 1947, Jeunes Gars publie Les Aventures de Riton, et Les Quatre Mousquetaires de Martial paraissent dans Zorro. La même année, Martial entre chez O.K. et propose Corail et Tupozpeu, les aventures d'un marin et d'un aztèque, ainsi que Monsieur Hoquet. En 1948, O.K. publie  Youmbo fakir birman. Martial garde un très mauvais souvenir de son passage chez O.K. : il n'apprécie par le rédacteur en chef René Detire, et surtout il considère qu'il est très mal payé. D'après ses dires, « les chèques étaient rares... je travaillais pour la gloire ». Sa conclusion à propos de son passage chez O.K. : « O.K. ? non K.O. ! ».
Néanmoins cette expérience lui offre l’opportunité faire une rencontre décisive, avec Uderzo.
En 1948 il publie Capitaine Bourlingo, dans le Supplément Vaillant. En 1949 il crée le personnage de Tafia le marin, avec ses compagnons le mousse et l'otarie, dont les aventures paraissent dans Le Petit Canard de Jean Nohain. En 1950, sa bande dessinée Arthur et Goupillon remplace Zig et Puce dans Zorro. En 1952, il publie Souricette, dans Fripounet et Marisette. Au début des années 1950, la carrière de dessinateur de Martial est lancée. Il collabore ainsi avec différents éditeurs et sous différents supports, dont les bords sont parfois radicalement différents

### 1952-1960: une décennie de production intensive pour la World Press
Par l'intermédiaire d'Uderzo, Martial entre en 1952 à la World Press, l'agence de distribution de bandes dessinées de Georges Troisfontaines, affiliée à la World Production, la régie publicitaire des éditions Dupuis. Le siège de la World Press est localisé à Bruxelles, mais dispose de bureaux sur les Champs-Élysées. L'équipe belge se compose d'Hubinon, Paape, Michel Tacq, les frères Gianni et surtout Dino Attanasio, Delauteur, Gérald Forton, Jean-Michel Charlier, et Jean Hébrard à la publicité, tandis que l'équipe française comprend Jean Graton, Uderzo et Goscinny. Pour plus d'efficacité, Georges Troisfontaines applique la méthode de production à l'américaine : les dessinateurs, dont fait partie Martial, produisent des crayonnés depuis Paris qu'ils envoient au studio de Bruxelles ; l'encrage y est réalisé par Delauteur, tandis que les frères Attanasio prennent en charge la rédaction et colorisation.
Avec la World Press, Martial entame une époque prolifique de sa carrière. En 1952, ses bandes dessinées Alain et Christine, les aventures de deux jeunes campagnards scénarisées par Jean-Michel Charlier, ainsi que Fifi et Fifille, des gags mettant en scène une petite fille et un petit garçons dans des gags en une planche, paraissent dans la Libre Belgique Junior, le supplément jeunesse de Libre Belgique. La même année, Martial crée un de ses personnages emblématiques : Sylvie. Les gags des déboires tragi-comiques de cette femme au foyer des temps modernes sont distribués par la World Press dans le magazine féminin belge Les Bonnes Soirées des éditions Dupuis. Les scénarios sont dans un premier temps de Martial lui-même, puis de Goscinny pendant deux ans à partir de la planche n° 62, puis à nouveau de Martial, avec la participation de ses amis, Victor Hubinon et Jean-Michel Charlier, mais aussi de sa famille. 
En 1955, un vent syndicaliste souffle sur la World Press, revendiquant le droit de propriété des dessins pour les dessinateurs et non les éditeurs. Accusé de mener le mouvement, Goscinny est mis à la porte. Avec Charlier, Uderzo et Jean Hébrard  qui le suivent par solidarité, ils fondent le syndicat d'édition EdiPress/EdiFrance. Martial de son côté reste à la World Press. Cela ne l'empêche pas pour autant de dessiner de 1955 à 1958 les aventures de Rosine, petite fille modèle et de Poum, son petit frère turbulent, à nouveau en collaboration avec Charlier puis avec Greg, pour le journal Pistolin, une publication promotionnelle des chocolats Pupier dont Goscinny et Charlier sont co-rédacteurs en chef. La série est reprise par la suite dans Récréation en 1955, et dans Pilote en 1960.
De 1956 à 1962, Martial s'installe en Belgique avec sa famille, pour être au plus prêt du siège de la World Press et cœur de la création de bandes dessinées de l'époque, Marcinelle. Il a d'ailleurs l'occasion de participer au journal Spirou de 1957 à 1961 sous le pseudonyme de Benoît Laroche, avec Les Belles histoires de l'Oncle Paul. Cette série fondée en 1951 par Eddy Paape et Jean-Michel Charlier est un passage obligé pour tous les jeunes talents du journal. Elle donne l'occasion à Martial de laisser de côté son trait comique pour adopter un style réaliste, ce qu'il fit à travers nombre d'histoires comme dans les journaux tels que Record ou encore Pilote. Sur un scénario de Marijac, Martial réalise les dessins de Riri, les aventures d'un petit garçon et de sa famille, de 1959 à 1961 pour Nano et Nanette qui raconte les histoires ou plutôt les déboires d'enfants dans le monde des adultes, si le dessin est assez réaliste, l'humour reste bon enfant.
À propos de sa carrière à la World Press, Martial déclare : « Je n'ai jamais tant produit de ma vie. J'y ai laissé une partie de ma santé. Et pour peu d'argent. » D’après lui, Georges Troisfontaines prélevait 27 % sur le prix des planches vendues aux autres magazines, ce qui laisse peu au dessinateur une fois payés tous les intermédiaires.

### 1961-1974: les annéesPilotede Martial
Sur l'invitation de Goscinny, Martial quitte la World Press pour entrer en 1961 chez Pilote. De 1961 à 1963 sont publiées entre les pages de l'hebdomadaire les Divagations de Monsieur Sait-Tout, une série humoristique sur scénario de Goscinny, dans Pilote. En 1962, il réalise le scénario et les dessins de Jérôme Bluff, homme à tout faire, dont les aventures paraissent dans Pilote. De 1962 à 1963, il relance Captain Tafia, une série déjà apparue dans Le Petit Canard de Jean Nohain en 1949 cette fois sur scénario de |Goscinny pour le mensuel Record du groupe Bayard. La même année, il crée Tony Laflamme, une série imaginative mettant en scène le pays imaginaire de la Daltonie, qui occupe les pages de Pilote jusqu'en 1971. En parallèle, Martial réalise de 1964 à 1974 des pages d'actualité dans le magazine.
En 1967, Martial lance une série rurale, La Famille Bottafoin, publié dans Jeunes Agriculteurs. Les lecteurs ne goûtant pas son humour, il se tourne vers Pilote qui édite la série à partir de 1968, en parallèle d'une publication dans le mensuel d'agriculteurs suisses Le Sillon Romand. Pilote interrompt la série en 1970.

### 1974-1984: diversification des séries et des journaux
En 1974 et 1975, Dargaud publie en albums les deux épisodes des aventures de Tony Laflamme. À la même période, Martial quitte Pilote et Dargaud et part proposer diverses séries à d'autres magazines jeunesse. Le groupe Dargaud, à travers le magazine Lucky Luke publie en 1974 les aventures de Dom Felix, son personnage d'agent secret, ainsi que Pilule qui en 1975 est transféré à Pif sous le nom de Pastille, jeune garçon casse-cou. De 1976 à 1977, Tutti Frutti apparaît dans Pistil, puis dans le Tintin français en 1980. En 1976, la suite des aventures de Tony Laflamme paraissent également dans les pages de Tintin. En 1977, Martial conçoit Tarek et Miloud pour un projet de journal destiné aux jeunes Algériens intitulé Wafi, qui ne voit finalement pas le jour. De 1978 à 1982, il crée Mister Foot, une série de gags muets pour le journal de football Footy. En 1981 et 1982, Martial publie à son compte deux albums de la série Sylvie, dont les gags continuent de paraît dans Bonnes soirées. En 1984, Pif publie Les Musclés de Martial, qui se fait de plus en plus discret dans le monde de la bande dessinée.
Il collabore à la République de Seine & Marne pendant quelques années. Il y envoie une petite bande dessinée sur trois images qui paraissent chaque semaine.

### Années 1990: fin deSylvie
Les années 1990, malgré un essoufflement de la production de Martial, voient la publication de deux albums de ses séries phares : Famille Bottafoin par l’A.B.D.L., qui est une micro-structure, en 1988 et Sylvie publié par Hélyode, un spécialiste de bandes dessinées policières, d'aventures et historiques. En 1994, après quarante-deux ans de gags et plus de 1700 planches, Martial interrompt Sylvie, une série à la longévité exceptionnelle. À partir de cette date, Martial se retire quasiment complètement du monde de la bande dessinée.

### Années 2000: dernières productions
En 1997, Martial crée le logo « Lombric » pour SMITOM-LOMBRIC, le syndicat de collecte et de traitement des déchets ménagers du Centre-Ouest seine et marnais. De 1997 à 2005, il participe également à l'animation du périodique de ce syndicat, le Journal du Lombric, par un gag en une planche en dernière page. Ces gags sont compilés en 2005 pour donner lieu à l'album publicitaire Lombric, A vos marques ! Prêts ?, dernière œuvre à laquelle Martial collabore. 
À partir du milieu des années 2000, des micro-éditeurs patrimoniaux rééditent cependant ses séries, en particulier l'ABDL, les éditions du Taupinambour et le Coffre à BD.
Martial Durand décède le 28 décembre 2013, à l'âge de 88 ans.

### Vie privée
Dans un entretien accordé à Jean-Paul Tibéri pour le no 7 du fanzine Hop !, Martial indique qu'il a eu quatre enfants avec son épouse, deux filles et deux garçons, qui lui ont inspiré les facéties de Poum, le petit frère turbulent de Rosine.

## Séries majeures

### Sylvie
La série Sylvie de Martial n'est pas sans faire penser à une autre family strip, celle de Blondie de Chic Young, un comic strip américain des années 1930. D'après Martial, la ressemblance n'est pas volontaire de sa part.
Le personnage de Sylvie apparaît pour la première fois dans la presse le 26 octobre 1952, dans le no 1603 de l'hebdomadaire féminin belge Bonnes Soirées. Par souci de modernisation du magazine, Sylvie est remplacé par une série de bande dessinée américaine de septembre 1973 à août 1974, puis elle est réintégrée entre les pages de l'hebdomadaire. En 1988, Bonnes Soirées, qui s'appelle alors B.S., disparaît des kiosques, mais Martial poursuit malgré tout les aventures de Sylvie jusqu'en 1994. La série a été éditée dans dix albums, et une compilation. La situation éditoriale de la série Sylvie fut quelque peu anarchique, passant d'une maison d'édition à  une autre, et incluant de l'auto-édition réalisée par Martial lui-même. Elle connaît un grand succès en dehors du magazine Bonnes Soirées, puisqu'elle a été publiée dans Mimosa, version néerlandophone de Bonnes Soirées, mais aussi en Italie, en Suisse, en Turquie et en version strip dans La République de Seine et Marne.
La série met en scène, dans des gags en une planche, les hauts et les bas de la vie d'un couple de la classe moyenne résidant dans un lotissement de pavillons qui ressemble à celui dans lequel Martial et sa famille se sont établis, en 1980, à Avon (à côté de Fontainebleau) : Sylvie, femme au foyer, son mari Guy, leur fils Thierry et sa petite sœur Fanny. Martial utilise un trait comique teinté de réalisme pour décrire ces scènes de la vie quotidienne.
Au départ, les gags sont classiques et reposent sur un humour visuel. Puis Martial se familiarise avec une nouvelle forme d'humour importée en France avec Peanuts et Andy Capp, qui intellectualise le rire. Cette évolution va de pair avec mai 1968, et la volonté de donner une nouvelle orientation à Sylvie, plus adulte et plus intellectuelle. Cependant, Martial se flatte d'être resté à la portée de toutes ses lectrices. Il déclare ainsi, dans une interview accordée à Jean-Paul Tibéri en 1976 : « Sylvie n'est pas une série snob. C'est l'histoire d'une famille confrontée avec les problèmes de la vie quotidienne. »
Pour créer ses gags, Martial dit s'inspirer des anecdotes de sa propre vie de famille, ainsi que de son expérience des tâches ménagères. Ainsi, puisque son épouse travaille, il déclare participer à la vie du foyer en faisant les courses, le marché, parfois la cuisine, « mais jamais la vaisselle ». Il précise : « Et j'y trouve un certain plaisir, je n'ai pas honte de le dire. » Son expérience des tâches ménagères l'aide à donner un certain réalisme au personnage de Sylvie : « Je me demande s'il existe un dessinateur qui connaisse comme moi les problèmes de la femme dans la vie quotidienne. » Le succès de la série tiendrait à cette particularité qui distinguerait Martial des autres auteurs masculins.

### Tony Laflamme
Martial signe le texte et les dessins de Tony Laflamme, une série qui paraît entre les pages de Pilote de 1963 à 1971, puis de Tintin en 1974. 
Cette bande dessinée comique prend pour cadre la Daltonie, un État imaginaire asphyxié par les difficultés financières. Le héros éponyme, Tony Laflamme, est le dernier soldat daltonien depuis que l'armée du pays a été dissoute par manque de moyens. Il se trouve sous les ordres du dénommé Klatboum, général et ministre de la Guerre de Daltonie, qui le charge d'assurer la protection du chef du gouvernement, le prince Gustave. La série subit les influences de l'actualité ; par exemple, Martial réalise en 1968 une couverture du no 449 de Pilote intitulée « Un Daltonien sur la Lune », titre également d'un épisode de la série, qui fait écho à la course à l'espace de l'époque entre les États-Unis et l'U.R.S.S.
En 1974, Martial explicite sa démarche à propos de cette série lors d'un entretien avec Patrick Pinchard : « En le créant [Tony Laflamme], j'ai cherché avant tout une situation originale. Tony Laflamme n'est souvent qu'un « faire-valoir ». En fait, c'est la Daltonie qui est le centre de l'histoire. C'est un pays d'un charme désuet, où – en principe – il devait faire bon vivre. »

### La Famille Bottafoin
La Famille Bottafoin apparaît pour la première fois en 1967, dans la revue Jeunes Agriculteurs. Elle est ensuite publiée en 1968 dans Pilote ainsi que dans Le Sillon Romand, un mensuel d'agriculteurs suisses. L'A.B.D.L. en publie l'intégrale dans un album préfacé par Charlier en 1988, réédité en 2009 en version cartonnée dos toilé grand format.. 
Il s'agit d'une série comique mettant en scène un couple d'agriculteurs modernes, Pascal et Catherine, qui gèrent une exploitation avec l'aide de leur grand-père. Martial prétend s'être inspiré de ses origines paysannes vendéennes afin d'imaginer ces gags en une planche.
La série est interrompue par Pilote à la planche 99 : Martial y dépeint des paysans tentant leur chance à la porte de studios de cinéma. D'après lui, le gag, évoquant visuellement une scène similaire du film Le Schpountz de Marcel Pagnol, n'aurait pas été apprécié par le lectorat.

## Le regard de Martial sur la bande dessinée
Martial a traversé l'histoire de la bande dessinée franco-belge des années 1950 à 1990. Loin des ténors du milieu qui ont brillamment réussi leur carrière tels Goscinny et Uderzo, qu'il a côtoyés,  il nous offre témoignage d'un dessinateur qui a connu un succès limité à son époque. 

### Un regard critique sur le métier de dessinateur
Martial ne se considère pas comme un artiste. À la question « La bande dessinée est-elle un art ? », Martial répond en 1988 : « Nous sommes des artisans. Je tiens cette définition d'Hergé lui-même qui précisait que dans le mot artisan il y a art ». 
Ce qui ressort de son discours à propos de son métier, c'est la précarité. Il se plaint d'être mal  rémunéré, notamment à la World Press et chez O.K . À Patrick Pinchard qui lui demande en 1974 les conseils qu'il donnerait à des jeunes qui voudraient se lancer en bande dessinée, Martial répond : « Laissez tomber ! » … Mais s'ils insistent trop, qu'ils entreprennent les deux genres en même temps, le réaliste et l’humoristique. On n'a jamais trop de cordes à son arc. Il leur faudra aussi du courage et de la persévérance, car le métier est terriblement difficile... » Cette polyvalence entre genre réaliste et genre humoristique qui clive la bande dessinée de son époque, Martial l'a expérimentée puisqu'il a réalisé ses dessins la plupart du temps avec un trait comique, mais aussi à la demande avec un trait réaliste, comme pour Les Belles histoires de l'Oncle Paul chez Spirou.

### Une vision lucide sur le «tas de chouettes copains» dePilote
Martial a fait partie de l'équipe de Pilote, alors sous la houlette de Goscinny, dans les années 1960, considérées comme « l'âge d'or » du journal. Interrogé par Jean-Paul Tibéri en 1976 sur l'ambiance des réunions d'actualité chez Pilote, Martial commence par ressortir l'image présentée habituellement du groupe comme un « tas de chouettes copains », avant de préciser dans un élan critique : « Il faut dire que, condamnés qu'ils sont à se côtoyer, il existe entre spécialistes de B.D. une sorte de modus vivendi qui les contraint à se supporter. Du moins en public. Tous concurrents, mais néanmoins amis ! » Cependant, il garde un excellent souvenir de cette période, et déclare à la fin de la même interview que le « tas de chouettes copains » lui manque. En effet, l'appartenance à un groupe et la compagnie de collègues sont rares dans le monde de la bande dessinée française, ce qui a généré chez lui un pesant sentiment de solitude ; lorsque Jean-Paul Tibéri lui demande quel est le handicap majeur du métier de dessinateur, Martial répond : « La solitude. Le manque de contact humain. Gillain me disait tout dernièrement au téléphone que cet isolement était particulier au dessinateur français, à l'inverse des Belges qui sont toujours fourrés les uns chez les autres. » Il a notamment choisi de vivre en périphérie parisienne, loin des grands centres de production de la bande dessinée.

## La place de Martial dans la bande dessinée

### Influences
Martial revendique être un autodidacte. Cependant, il reconnaît que ses dessins humoristiques ont pu subir l'influence d'Albert Dubout. Quant à ses bandes dessinées, il revendique une filiation avec le dessinateur Erik. Ces styles graphiques peuvent se voir dans ses œuvres: tout d'abord celui d'Erik que l'on retrouve dans le détail des personnages, souvent leurs aspects, leurs caractéristiques non pas vestimentaires mais physiques (nez, moustaches des personnages masculins). Quant à Albert Dubout, on peut y voir son influence dans le type d'humour et de mise en scène des planches, ainsi que dans les déboires qui arrivent aux personnages.

### Postérité
Extrêmement méconnu une fois passé le cercle restreint des amateurs de bandes dessinées des années 1960 de Pilote et des lectrices de Bonnes Soirées des années 1950 à 1990, Martial a laissé peu de traces dans la postérité. Jean-Michel Charlier, scénariste avec qui il a beaucoup collaboré à la World Press puis à Pilote,  déclare à son propos : « Combien de dessinateurs et de scénaristes remarquables n'ont-ils pas connu la faveur des éditeurs et toute la notoriété que leur talent aurait dû leur assurer de plein droit ! Martial est de ceux-là ».

### Pseudonymes
Au cours de sa carrière, Martial Durand a fait usage de différents pseudonymes : Martial, Augusto, Benoît Laroche, Hubert Paul.

## Publications

### Presse
- 1946 : dessins humoristiques dans Ici Paris, Samedi Soir, La Presse, La France au Combat, Le Hérisson, Marius.
- 1946 : Dynamitt le sensible de l'occiput, dans Jeunes Gars.
- 1947 : Les Aventures de Riton, dans Jeunes Gars.
- 1947 : Les Quatre Mousquetaires, dans Zorro.
- 1947 : Nestor et Nénette, chez l'éditeur Fleurus.

#### DansO.K.
- 1947 : Monsieur Hoquet, no 39 (13 mars 1947), no 40 (20 mars 1947), no 42 (10 avril 1947).
- 10 avril 1947 au 24 juillet 1947 : Corail et Tupozpeu l'Aztèque, no 42 à 57, 16 planches, couverture du no 42.
- 8 mai 1947 : M. 0'Kay gendarme, no 46.
- 1947 : Corail et Tupozpeu .
- 31 juillet 1948 au 2 septembre 1948 : Youmbo fakir birman, O.K., no 58 à 115, 58 planches, couverture du no 83.
- 1948 : Capitaine Bourlingo, dans le Supplément Vaillant.
- 1949 : Tafia le marin, dans Le Petit Canard.
- 1950 : Arthur et Goupillon, dans Zorro.
- 1952 : Souricette, dans Fripounet et Marisette.

#### Pour la World Press
- 1952 : Alain et Christine, dans le supplément La Libre Junior de La Libre Belgique.
- 1952 : Fifi et Fifille, dans le supplément La Libre Junior de La Libre Belgique.
- 1952 - 1994: Sylvie, dans Bonnes Soirées (26 octobre 1952, no 1603) ; et dans La République de Seine et Marne (version strip).
- 1955 - 1958 : Rosine, dans  Pistolin.
- 1957 - 1961 : L'Oncle Paul dans Spirou, Benoît Laroche (sous le pseudonyme de Benoït Laroche).

#### Les annéesPilote
- 1959 : Jérôme Bluff, dans Pilote.
- 1962-1963 : Captain Tafia, pour Record.
- 1963-1971 : Tony Laflamme, dans Pilote (no 198, 08/08/1963).
- 1964-1974 : Pages d'actualité, dans Pilote.
- 1961-1963 : Divagations de Monsieur Sait-Tout, dans Pilote.
- 1967 : La Famille Bottafoin, dans Jeunes Agriculteurs.
- 1968 : La Famille Bottafoin, dans Pilote et dans Le Sillon Roman.

#### Les années d'errance d'éditeur en éditeur

##### ChezDargaud
- 1974 : Dom Felix, dans Lucky Luke.
- 1974 : Pilule, dans Lucky Luke.

##### DansTintin
- 1974: Tony Laflamme, dans Tintin.
- 1980 : Tutti Frutti, dans Tintin.
- 1976-1977 : Tutti Frutti, dans Pistil.

##### DansPif
- 1975 : Pastille, dans Pif.
- 1984 : Les Musclés, dans Pif.

##### Chez Le Lombric
- 1997-2005 : animation B.D. de la dernière page du Journal du Lombric.

##### Dans des journaux étrangers
- 1977 : Tarek et Miloud, pour un projet de journal destiné aux jeunes Algériens Wafi.
- 1978-1982 : Mister Foot, dans Footy gags muets.

### Albums
- Sylvie, Jean-André Buse, 4 vol., 1964-1965[13].
- Les Divagations de M. Sait-Tout (dessin), avec René Goscinny (scénario), Dargaud, 1974[14].
- Tony Laflamme, Dargaud :

1. Le Monstre du volapük, 1974[15].
2. Casque bleu, 1975  (ISBN 220500865X).

- Sylvie, auto-édition :

1. Amour, délices et... rogne, 1981  (ISBN 2903666008).
2. Le torchon brûle !, 1982  (ISBN 2903666016).

- La Famille Bottafoin, A.B.D.L., 1988[16].
- Sylvie : Les Bavures de Cupidon, Hélyode, 1992,  (ISBN 2876530155).
- Hop ! présente : Tony Laflamme, Hop !, coll. « Archives BD », 1995[15].
- Sylvie, L'album du cinquantenaire, Regards, 2000[13]. Tirage limité à 100 exemplaires.
- Lombric, A vos bacs ! Prêts ? (avec Philippe Sternis, Vittorio Leonardo et Jean Cabu), Vaux-le-Pénil, SMITOM, 2005[7]
- Tony Laflamme, ABDL, 12 vol. à l'italienne, 2005-2007[15].
- 5 aventures de Jérôme Bluff, ABDL, 2006[17].
- Dom Felix et autres histoires, ABDL, 2009[18].
- Martial (présentation de Louis Cance et Jean-Paul Tibéri), Éditions du Taupinambour, coll. « Découvertes », 2009[19].
- La Famille Bottafoin, ABDL, 2009[16].
- Sylvie, Regards :

1. Maux d'amour, 2010  (ISBN 2904580093).
2. Bon an, mal an, 2013  (ISBN 2904580611).

- Tony Laflamme, Éditions du Taupinambour, 5 vol., 2012[15]. Édition intégrale.
- Jérôme Bluff, Homme à tout faire, Le Coffre à BD, 2012[17].

#### Textes consacrés à Martial
- « Hommage à Martial Durand », Le Journal du Lombric, Vaux-le-Pénil, no 55,‎ mars 2014, p. 2.
- Louis Cance et Jean-Paul Tibéri, « Présentation », dans Martial, Martial, Soissons, Éditions du Taupinambour, coll. « Découverte », 2009.
- Patrick Gaumer, « Martial », dans Dictionnaire mondial de la BD, Paris, Larousse, 2010 (ISBN 9782035843319), p. 568.
- Henri Filippini, « Martial », dans Dictionnaire encyclopédique des héros et auteurs de BD, vol. 1, Grenoble, Glénat/Opera mundi, 1998, p. 649.

#### Interviews
- Martial (int. par Patrick Pinchart), « Interview  de Martial », SKBLLLZ, no 5,‎ 1974, p. 18-19.
- Martial (int. par Jean-Paul Tibéri), « Rendez-vous avec Martial », Hop !, no 7,‎ mars 1976. Entretien où Martial parle de son parcours et ses relations chez et avec les différents éditeurs, ainsi que de sa vision du monde de la bande-dessinée.
- Martial (int. par André Marc), « Interview  de Martial », À l'aise, no 15,‎ mai 1988, p. 40-41.
- Martial (par Gilles Ratier), « Disparition de Martial ! »:  sur Bdzoom, 7 janvier 2014
- Martial (int. par Patrick Gaumer), « Entretien inédit avec Martial par Patrick Gaumer (première partie) », sur Bdzoom, 14 janvier 2014 (consulté le 29 décembre 2017).
- Martial (int. par Patrick Gaumer), « Entretien inédit avec Martial par Patrick Gaumer (deuxième partie) », sur Bdzoom, 14 janvier 2014 (consulté le 29 décembre 2017).